# Nijolė Oželytė
Nijolė Oželytė-Vaitiekūnienė (* 31. März 1954 in Vilnius) ist eine litauische Schauspielerin und Politikerin.

## Leben
Nach dem Abitur an der 23. Mittelschule Vilnius absolvierte sie das Studium am Lietuvos konservatorija. Von 1990 bis 2000 war sie Mitglied im Seimas und leitete das Konservatorių moterų sąjunga (Konservative Frauenunion).
Nijolė Oželytė ist geschieden. Mit ihrem Ex-Mann, dem Maler Saulius Vaitiekūnas, hat sie drei Töchter.

## Filmografie
- Zebriukas Dryžius (2005);
- Užsibaigimas (1989), Regie Nikolajus Košelevas, Lenfilm;
- Norite – mylėkite, norite – ne… (1987),  Regie Vladimiras Kolosas, Belarusfilm;
- Skėtis naujavedžiams (1986), Regie Rodionas Nachapetovas, Mosfilm;
- Legenda apie nemirtingumą (1985),  Regie Borisas Savčenko, A. Dovženkos kino studija;
- Veik pagal situaciją (1984),  Regie Ivanas Gorobecas, Odesos kino studija;
- Du husarai (1984)  Regie Viačeslavas Kristofovičius, A. Dovženkos kino studija;
- Stasė – Jo žmonos išpažintis (1984), Regie Almantas Grikevičius, Lietuvos kino studija (LKS);
- Čia mūsų namai, (1984),  Regie Saulius Vosylius, LRT;
- Inga – Atsiprašau (1982),  Regie Vytautas Žalakevičius, LKS;
- Bertina – Amerikietiška tragedija (1981),  Regie Marijonas Giedrys, LKS;
- Kamilė – Arkliavagio duktė (1981),  Regie Algimantas Puipa, LKS;
- Airinė – Raudonmedžio rojus, 5 serijos, (1981),  Regie Bronius Talačka, Lietuvos telefilmas;
- Adelė – Dičiaus karjera (1980),  Regie Balys Bratkauskas, Lietuvos telefilmas Regie;
- Busė – Kelionė į rojų (1980),  Regie Arūnas Žebriūnas, LKS;
- Briun – Viešbutis „Pas žuvusį alpinistą“ (1979), Regie Grigorijus Kromanovas, Tallinnfilm;
- Dela – Nebūsiu gangsteris, brangioji (1978), Regie Algimantas Puipa, LKS;
- Rubė Adams – Veidas taikinyje (1978),  Regie Almantas Grikevičius, LKS;
- Stasė – Vaikinas iš Darbo gatvės (1977), Regie Algirdas Dausa, LKS;
- Frida – Seklio Kalio nuotykiai (1976),  Regie Arūnas Žebriūnas, LKS;
- Ievutė – Žvangutis (1974),  Regie Gytis Lukšas.